# Santiago García Aracil
Santiago García Aracil (ur. 8 maja 1940 w Walencji, zm. 28 grudnia 2018 tamże) – hiszpański duchowny katolicki, arcybiskup Méridy-Badajoz w latach 2004–2015.

## Życiorys
Święcenia kapłańskie otrzymał 21 września 1963 i został inkardynowany do archidiecezji walenckiej. Był m.in. delegatem biskupim ds. duszpasterstwa akademickiego i apostolstwa świeckich, diecezjalnym asystentem Akcji Katolickiej oraz założycielem centrum uniwersyteckiego San Pablo.
20 listopada 1984 został mianowany biskupem pomocniczym archidiecezji walenckiej, ze stolicą tytularną Croae. Sakry biskupiej udzielił mu abp Miguel Roca Cabanellas.
31 maja 1988 został mianowany biskupem ordynariuszem diecezji Jaén.
9 lipca 2004 Jan Paweł II mianował go arcybiskupem Méridy-Badajoz. 21 maja 2015 przeszedł na emeryturę.
Zmarł w rodzinnym mieście 28 grudnia 2018.